# Neurigona limonensis
Neurigona limonensis är en tvåvingeart som beskrevs av Stefan Naglis 2003. Neurigona limonensis ingår i släktet Neurigona och familjen styltflugor. Inga underarter finns listade i Catalogue of Life.